# Teselace

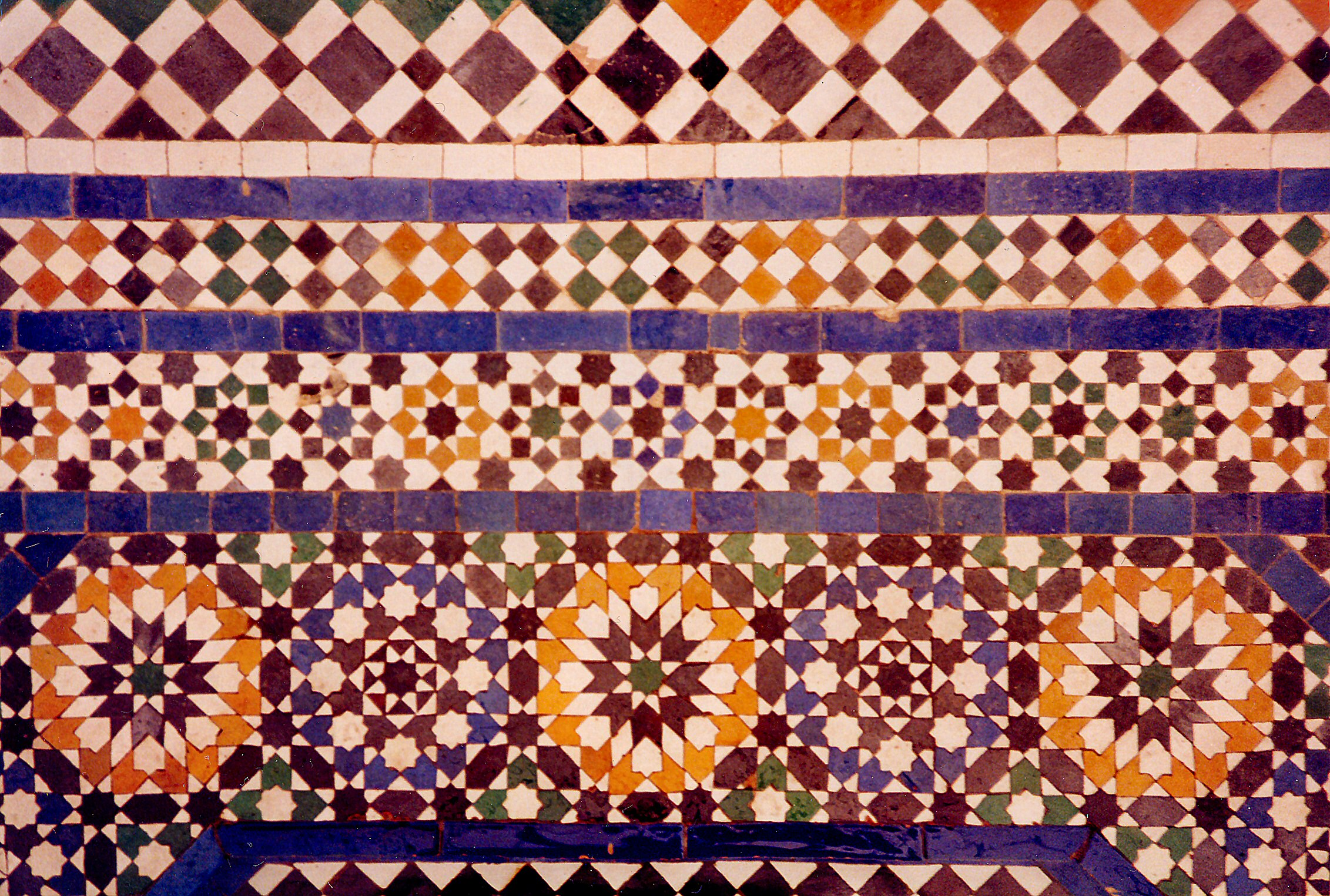
Terakotové obklady v Marrakéši, střídající prvky pravidelných i nepravidelných teselací

Teselace povrchu (z angl. tesellation, mozaikování, parketování) je vyplnění roviny pomocí jednoho nebo více geometrických útvarů, bez překrývání a bez mezer. V matematice lze pojem teselace zobecnit i na vyšší rozměry (např. teselace prostoru).
Teselace, která má opakující se vzor, se nazývá pravidelná. Někdy se takto nazývají pouze teselace s pravidelnými mnohoúhelníky všechny stejného tvaru a tzv. polopravidelné teselace s pravidelnými mnohoúhelníky více než jednoho tvaru. V tom případě musí být útvary u každého vrcholu stejně uspořádané. Teselace, která není tvořena opakujícím se vzorem, se nazývá nepravidelná.
Skutečně využívanými teselacemi jsou různé obklady vytvořené pomocí desek z různých materiálů (například keramické obklady). Takové teselace mohou být pouze dekorativní vzory, nebo mohou mít jiné funkce, jako je poskytování odolnosti či vodotěsnosti podlahové dlažbě nebo tapetám. V historii byly používány již ve starověkém Římě a v islámském umění, jako například dekorativní obklady paláce Alhambra. Ve dvacátém století pak často využíval teselace ve svých dílech nizozemský umělec M. C. Escher. Teselace se někdy používají jako dekorativní efekt při vyšívání. Často se také nacházejí v přírodě, například jako hexagonální teselace ve včelích plástvích.

## Příklady

Trojúhelníková síť, jedna z pravidelných teselací roviny.
Zkosená trihexagonální síť, polopravidelná teselace
Polopravidelná teselace, která je ale vytvořena pomocí nepravidelných pětiúhelníků
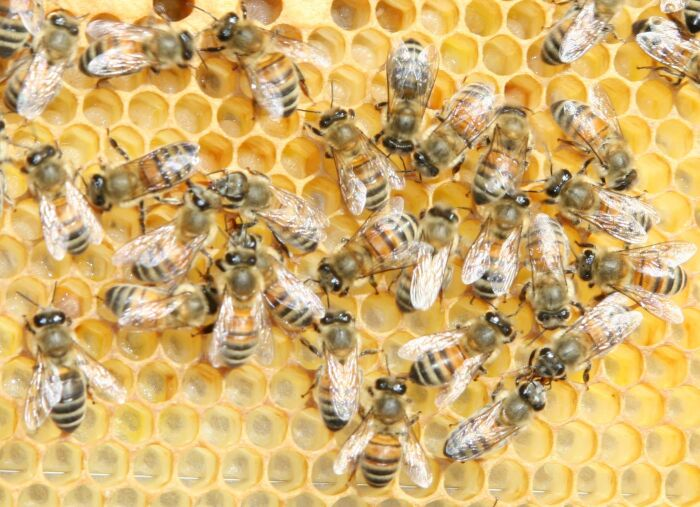
Včelí plástev je přírodní hexagonální teselace
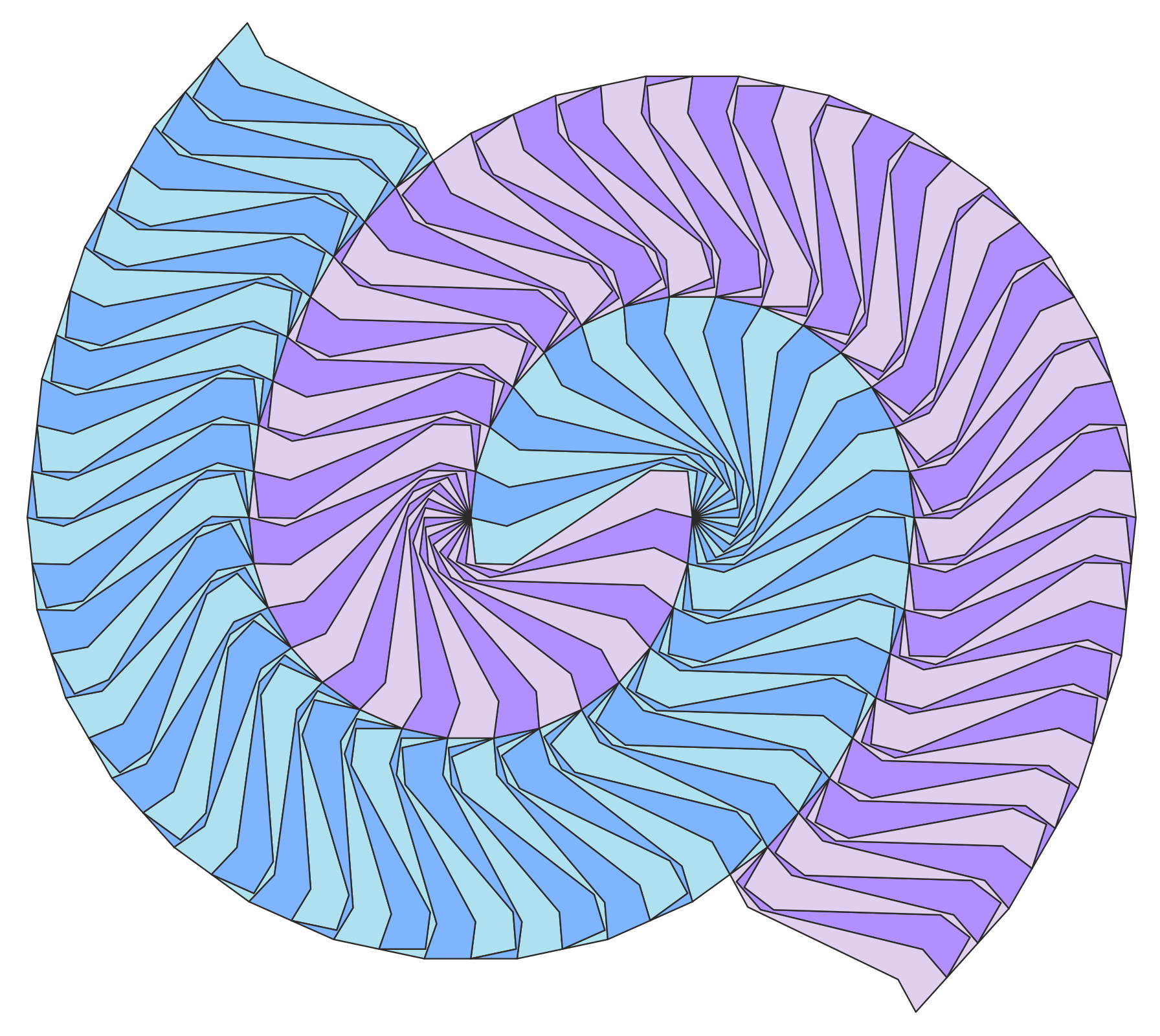
Voderbergova teselace
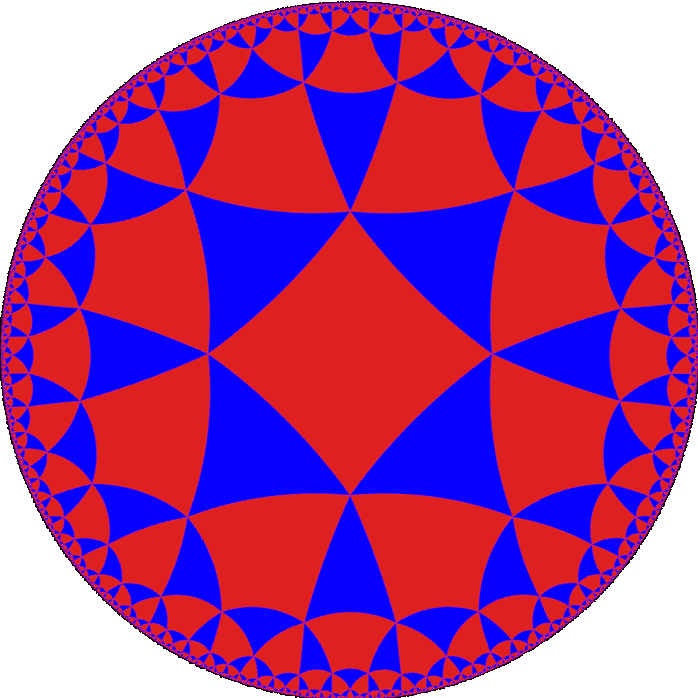
Střídavá osmiúhelníková teselace v hyperbolické geometrii.